# Новоільїнськ
Новоільї́нськ (рос. Новоильинск) — село у складі Чернишевського району Забайкальського краю, Росія. Адміністративний центр та єдиний населений пункт Новоільїнського сільського поселення.

## Населення
Населення — 330 осіб (2010; 504 у 2002).
Національний склад (станом на 2002 рік):
- росіяни — 100 %